# ريسينغ كينز تشيكن فينغرز
ريّسينغ كيّنز تشيكن فينغرز (بالإنجليزية: Raising Cane's Chicken Fingers؛ يسمى أيضًا ريّسينغ كيّنز (Raising Cane's) أو كيّنز (Cane's)) هي سلسلة مطاعم أمريكية للوجبات السريعة متخصصة في أصابع الدجاج تأسست في باتون روج، لويزيانا بواسطة تود غريفز وكاريغ سيلفي (Craig Silvey) في 28 أغسطس، 1996.

## تاريخ

### سنوات مبكرة
تم تسجيل كل من المؤسسين تود غريفز وكاريغ سيلفي في دورة كتابة خطة العمل أثناء الدراسة في جامعات مختلفة. كتب غريفز خطة العمل وقدمها سيلفي، وحصل سيلفي على درجة سي-ماينس (C-minus). في ذلك الوقت، عمل غريفز في غوثريز تشيكن فينغرز. تم رفض خطة العمل عدة مرات من قبل المستثمرين المحتملين، لذلك حصل غريفز على الأموال اللازمة للعمل كصانع للغلايات في مصفاة لويزيانا وصيد سمك السلمون في ألاسكا. حصل هو وسيلفي على قرض إدارة الأعمال الصغيرة، والذي استخدموه لفتح أول مطعم لهما، ويقع في باتون روج عند تقاطع طريق هايلاند وشارع الولاية بالقرب من حرم جامعة إل سي يو (LSU).

### توسع دولي
بدأت السلسلة في التوسع دوليًا لأول مرة في عام 2015، وافتتحت أول مطعم لها في الكويت. لا تُرى الشخصية التي تحمل الاسم نفسه، وهي كلب، على اللافتات والبضائع، حيث لا تحظى الكلاب بشعبية في الكويت.

### جائحة كوفيد-19
في مارس 2020، كثير من المواقع تحولت من تناول العشاء داخل المطعم إلى خدمة أخذ الطلب واستلامه فقط بسبب وباء كوفيد-19، في حين أغلَق آخرين مؤقتا. اعتبارًا من يوليو 2020، أعادت بعض المواقع فتح غرف الطعام الخاصة بها، على الرغم من أن غريفز قال إن الشركة لم تكن في عجلة من أمرها للقيام بذلك على نطاق واسع.
في عام 2021، استجابةً لنقص العمال، بدأت الشركة في إرسال مئات من موظفي الشركات للعمل في مطاعمها كطهاة وصرافين، بالإضافة إلى واجباتهم الحالية فيما يتعلق بتعيين موظفين جدد. تخطط الشركة لتوظيف 10,000 موظف جديد واستثمار 70 مليون دولار لزيادة أجور العمال. يدعي الرئيس التنفيذي المشارك للشركة أن موظفي الشركة يتم تدريبهم في المطبخ وفي السجل في ظل الظروف العادية.
كشف تقرير صدر في 2 ديسمبر 2021 عن بيتسبرغ تريبيون ريفيو أن ريّسينغ كيّنز تتوسع في ولاية بنسلفانيا في عام 2022، بما في ذلك بيتسبرغ. تم تأكيد القصة من قبل الشركة، مستشهدة بطلبات وسائل التواصل الاجتماعي والوجود الكبير للسلسلة في أوهايو المجاورة.

## شخصية
كان كلب غريفز الأصلي ريّسنغ كيّنز، وهو لابرادور أصفر. وقد خدم اللابرادور الآخر الذي يحمل الاسم نفسه كشخصية للشركة، بالإضافة إلى حيوانات علاجية معتمدة. خليفته كان ريّسنغ كيّنز 3، تم تبنيه في يناير 2018.

## روابط خارجية
- موقع رسمي